# María Vallet Regí
María Vallet-Regí (Las Palmas de Gran Canaria, 19 de abril de 1946) es una investigadora española y catedrática de Química Inorgánica y directora del departamento de Química Inorgánica y Bioinorgánica de la Facultad de Farmacia de la Universidad Complutense de Madrid.

## Biografía

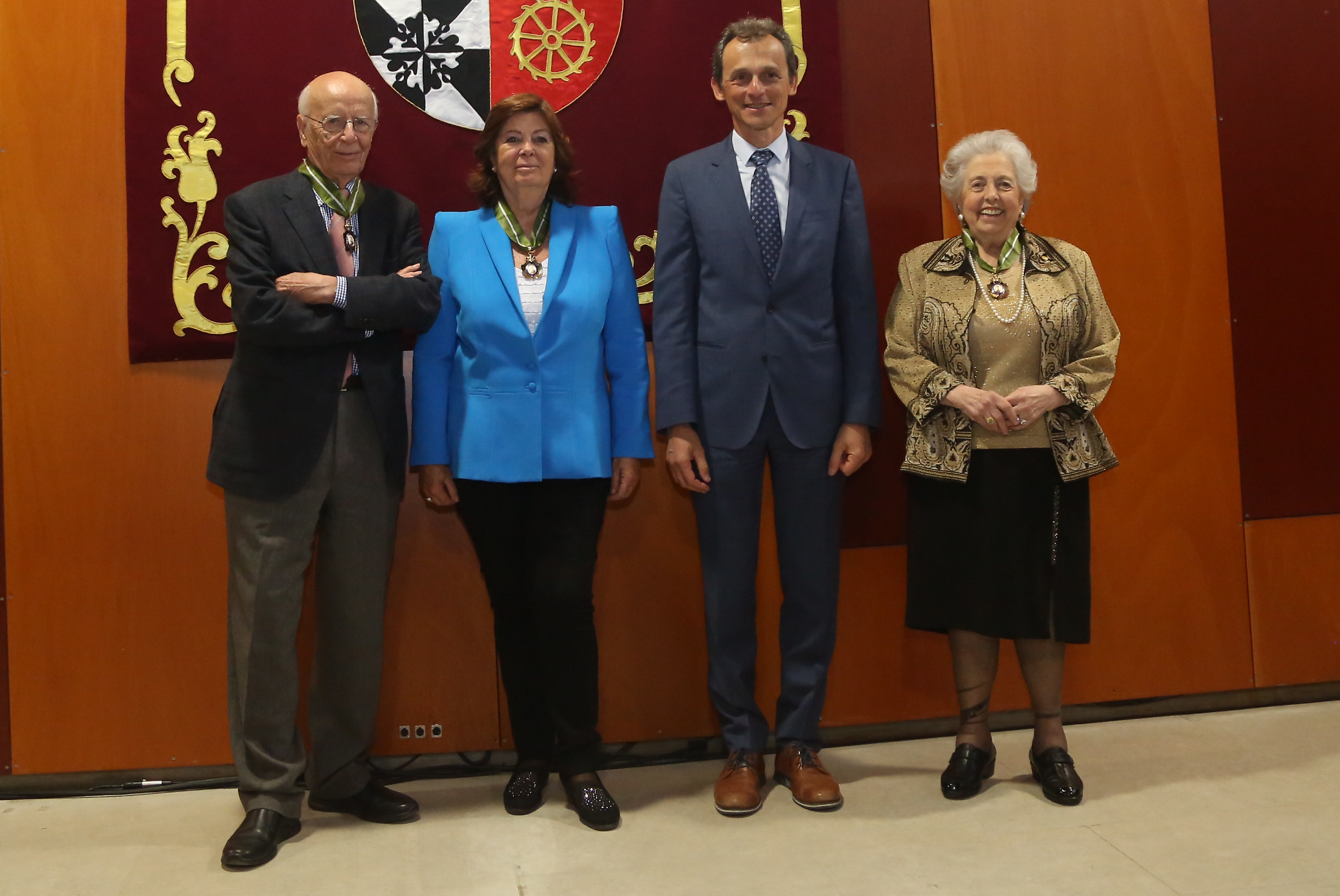
Vallet junto a Emilio Lledó, Pedro Duque y Dolores Cabezudo en la entrega de las Medallas al Mérito en la Investigación y en la Educación Universitaria (mayo de 2019)

En 1974 obtuvo el doctorado en ciencias químicas en la Universidad Complutense de Madrid. En 1990 fue nombrada catedrática de Química Inorgánica y directora del Departamento de Química Inorgánica y Bioinorgánica de la Facultad de Farmacia de dicha universidad.
En 1994 fue nombrada académica de número de la Real Academia de Ingeniería y en 2011 de la Real Academia Nacional de Farmacia.

## Investigación
Realizó una extensa labor investigadora, marcada por un enfoque multidisciplinar, plasmada en más de 550 publicaciones científicas recogidas en el ISI Web of Knowledge, la mayoría en las áreas de química y ciencia de materiales. Según el ISI, es el español del área de Ciencia de Materiales más citado en las dos últimas décadas.
Su actividad investigadora se centra en las biocerámicas para la sustitución y reparación de tejidos duros; vidrios bioactivos; compuestos de cerámica y polímero para liberación controlada de fármacos; híbridos bioactivos de materiales orgánico e inorgánico; materiales mesoporosos para liberación controlada de fármacos e ingeniería tisular; síntesis y aplicaciones biomédicas de nanopartículas; preparación de láminas delgadas por métodos químicos; no estequiometría en óxidos con estructura tipo perovskita y sus derivados; materiales magnéticos con estructuras tipo espinela y hexaferrita; superconductores de alta temperatura; sensores de gases basados en óxidos semiconductores, y perovskitas con magnetorresistencia colosal.
Formó parte del Comité Rector del Programa ‘Science for Peace’ de la OTAN (1999-2005), el Comité Nacional de la CNEAI (2004-2008), y ha sido vicepresidenta de la Real Sociedad Española de Química (1999-2007).

## Premios y reconocimientos
- Premio Franco-Español 2000 de la Société Française de Chimie
- Premio RSEQ 2008 en Química Inorgánica
- Premio Nacional de Investigación 2008 Leonardo Torres Quevedo en Ingenierías[4]
- Premio FEIQUE de Investigación 2011
- Medalla de Oro de la RSEQ 2011
- FBSE Fellow of Biomaterials Science and Engineering, otorgado por la International Union of Societies, Biomaterials Science & Engineering
- Doctora Honoris causa por la Universidad del País Vasco.[5]
- Premio de Investigación 'Miguel Catalán' 2013[6]
- Doctora Honoris Causa por la Universidad Jaume I, Castellón, España, 2015.[7]
- Premio a la carrera distinguida en Química 2016 de la Fundación Lilly, 2016.[8]
- Premio Rey Jaime I de Investigación Básica, 2018.[9]
- En 2018 fue incluida en la La Tabla Periódica de las Científicas por ser el 2019 el Año Internacional de la Tabla Periódica de los Elementos Químicos, con motivo del 150.º aniversario de la publicación de Mendeléyev.[10]
- En 2019 recibió el Premio Influentials a la trayectoria profesional, otorgado por El Confidencial y Herbert Smith Freehills.[11]
- En 2019 fue galardonada con La Medalla al Mérito en la Investigación y en la Educación Universitaria junto a Emilio Lledó y Dolores Cabezudo, la entrega la hizo el ministro Pedro Duque.[3]